# Jérôme Kerihuel
Jérôme Kerihuel,   est un percussionniste français, spécialiste des tablas. Il évolue entre le jazz et les musiques traditionnelles. Il a accompagné des artistes bretons comme Didier Squiban, Dan Ar Braz, Erik Marchand, Yann Honoré, Jean-Louis Le Vallégant, Armel An Hejer et fait partie de nombreux groupes.

## Biographie
Jérôme a vécu dans le Nord Finistère. Au conservatoire de Brest, il suit une formation classique, piano et solfège. À partir de 13 ans, il apprend à jouer des percussions classiques et de la batterie. À 21 ans il est chef de pupitre de bagad. Deux ans plus tard, il est diplômé du CMCN de Nancy avec la mention très bien (Cursus batterie-jazz-fusion) et deux ans après il est major de promotion en Musiques actuelles (percussions) à l'école Atla de Paris.
Depuis 1995 il joue dans diverses formations avec lesquelles il a enregistré et tourné : Naab, Triphasés (trio), Armel An Hejer, Yann Honoré (Glaz), Sofiane, Manuel Fernandez, Brian Mc Comb, Hurlevent, Atchoum, Ars'Ys, Mi Alma, Zaw ou Zarma (duo avec Zaclo).
Depuis 1997, il étudie la musique et la danse d'Inde du Nord et apprend à jouer des Tablâs dans le cadre de séjours réguliers en Inde. Au Jaipur Gharana (Rajasthan, Inde), il suit l'enseignement de Pandit Girdhari Maharaj.

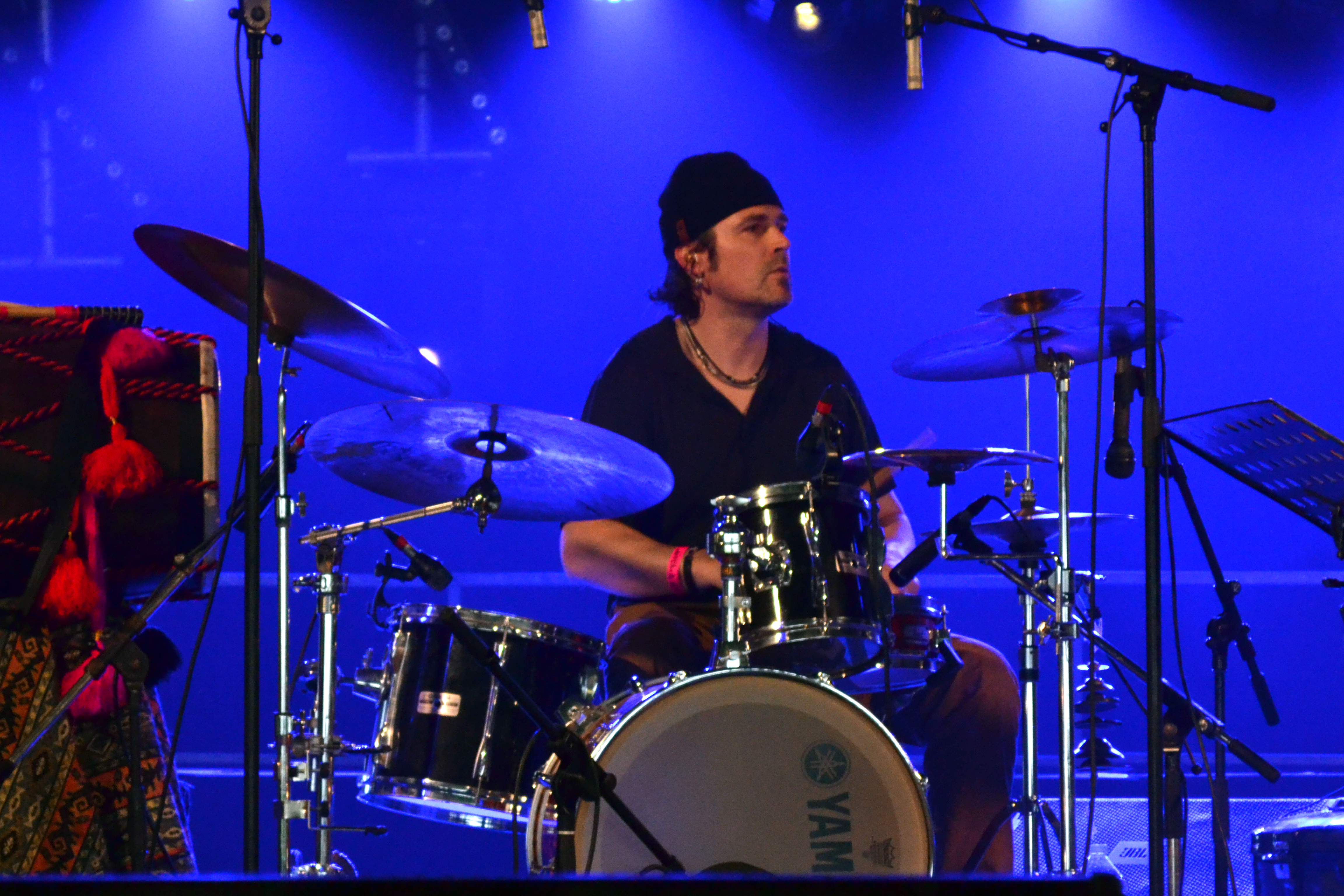
Aux percussions avec Pevarlamm KH de Konogan an Habask

Il travaille avec Jean-Baptiste Ferré, l'orchestre national de Barbès, Alpha Blondy... Il fait partie du 
groupe breton de musique irlandaise Mercedes O’Keeffe, Liamm, Tadzokuit, du Bescond trio et du groupe de fest-noz Startijenn. En 2003, sortie internationale par Universal Music de l'album Salam Haleikoum de Naab (électro-berbère), suivit d'une tournée (France, Norvège, Angleterre, Hollande, Espagne, Belgique...). L'album est enregistré au Cargo à Londres et aux Transmusicales de Rennes. Il accompagne Erik Marchand (tournée en Hongrie), Jean-Louis Le Vallégant (« Confidences Sonores », « Noz Unit »)... En 2009, il forme le trio Ndiaz avec Youenn Le Cam (trompette) et Yann Le Corre (accordéon chromatique). Il joue en France et à l'étranger avec Didier Squiban. 
Son album Bretagne-Inde a été enregistré à Bénarès (Inde). Il joue sur le projet Celebration de Dan Ar Braz en 2012 ainsi que sur l'album et la tournée Cornouailles Soundtrack. À partir de 2012, il accompagne Konogan an Habask dans son groupe Pevarlamm KH. À partir de 2016, il rejoint Gilles Servat pour son nouveau spectacle 70 ans... à l'Ouest.

## Discographie

### Albums avec Didier Squiban

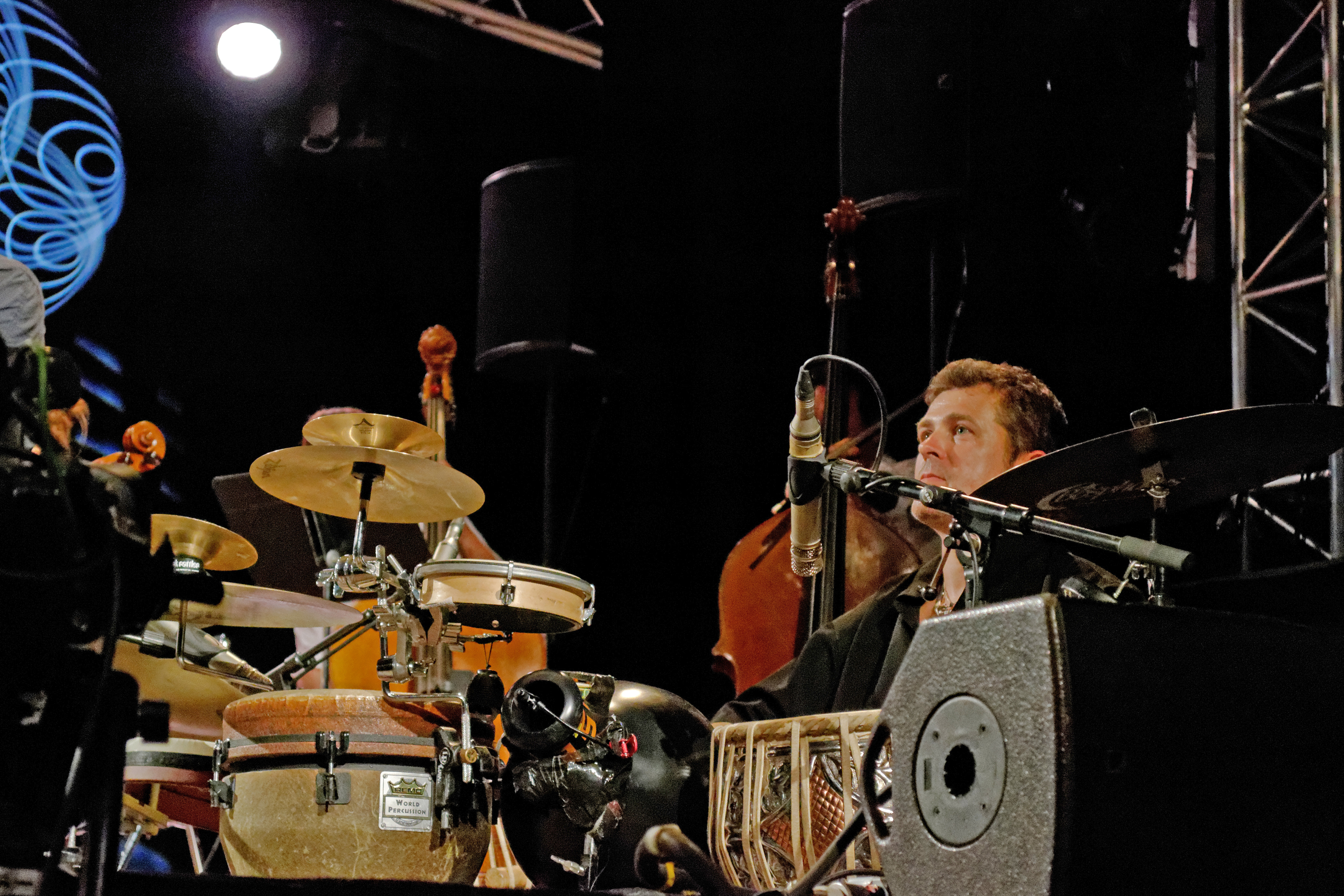
Il accompagne Didier Squiban en studio et sur scène, comme pour la Symphonie du Ponant au festival de Cornouaille 2014.

- 2009 : L'Estran (L'Oz Production/Coop Breizh)
- 2010 : Concert Mexico
- 2011 : Adarre (L'Oz Production/Coop Breizh)
- 2016 : Sonate en trio avec Bernard Le Dréau (Coop Breizh)

### Autres collaborations
- 2005 : Liamm
- 2008 : Mukta – Invisible Worlds
- 2008 : Vallégant Noz Unit - Confidences sonores
- 2009 : Mi alma
- 2011 : Carré Manchot - Pell Zo  (Coop Breizh)
- 2012 : Armel An Hejer - Hirvoud 1 - Boked an euredenn (Keltia Musique)
- 2012 : Konogan an Habask  - D’ar pevarlamm (Paker Prod)
- 2012 : Dan ar Braz - Celebration (L'OZ Production)
- 2013 : Startijenn - El-Taqa (Paker Prod)
- 2013 : Le Gall-Carré / Moal & Friends (Paker Prod)
- 2014 : 'Ndiaz - 'ndiaz
- 2015 : Dan ar Braz - Cornouailles Soundtrack (Coop Breizh)
- 2016 : Magic Flute (Hirustica)
- 2017 : 'Ndiaz - Son'Rod (Paker Prod)

## Créations musicales pour le théâtre et la danse
- « Anna Zeri » (Paol Keineg), 2002, Les Tombées de la nuit (Rennes)[14]
- « La Verrière » (Compagnie PantEatR)[14]
- « Conan » (Ar Vro Bagan)[14]
- « Appétitus » (Théâtre du grain), 2010[15]
- « Eden Bouyabès » (Teatr Piba), spectacle en langue bretonne, 2010[16]